# Charles McPherson
Charles McPherson (Joplin (Missouri), 24 juli 1939) is een Amerikaanse jazzmuzikant (saxofoon, fluit).

## Biografie
McPherson groeide op in Detroit (Michigan). Op school begon hij op de hoorn te spelen, omdat geen ander instrument beschikbaar was. Op 13-jarige leeftijd wisselde hij naar de altsaxofoon en kreeg hij later les in harmonieleer van Barry Harris, in wiens band hij ook speelde. Na de studie aan de Larry Teal School of Music verhuisde McPherson naar New York, waar hij Harris en de uit Detroit afkomstige trompettist Lonnie Hillyer weer ontmoette. Met deze voegde hij zich in 1960 bij Charles Mingus. Met onderbrekingen speelde hij tot 1972 in de band van Mingus, toerde hij met hem door Europa, speelde hij tijdens de Berliner Jazztagen en nam hij deel aan de opnamen van diverse albums, waaronder Mingus, Town Hall Concert, Music Written for Monterey, Let My Children Hear Music, Blue Bird en de concerten Charles Mingus and Friends in Concert (1972) en Mingus at Carnegie Hall (1974).
Daarnaast trad hij op met Harris, speelde hij voor Art Farmer, Bobby Jones en Lionel Hampton en in 1964 kon hij zijn eerste eigen plaat opnemen. In 1967 won hij de DownBeat-poll voor saxofonisten, die verdere aandacht verdienden. Na verdere platen speelde hij tijdens het Newport Jazz Festival en trad hij in 1974 nog een keer op met Mingus in de Carnegie Hall, bij wiens bigbandproductie Me, Myself An Eye (1978) hij ook was betrokken. In 1976 speelde hij bij Ronnie Scotts in Londen Tijdens de opvolgende jaren trad hij op met Dexter Gordon en Howard McGhee, maar ook met Nat Adderley, Charlie Shoemake en Toshiko Akiyoshi en wendde hij zich tot de neo-bop. In 2012 leidde hij een gezamenlijk kwintet met Tom Harrell.
Sinds 1978 doceerde hij aan de universiteit van San Diego, maar trad verder op. Zijn zoon, drummer Chuck McPherson, werd lid van zijn kwartet. In Clint Eastwoods speelfilm Bird speelt hij die ensemble- en sologedeelten van Charlie Parker, waarvoor niet werd teruggevallen op oorspronkelijke opnamen van Parker. McPherson nam verder platen op onder zijn eigen naam. In 2002 speelde hij in de productie Scenes in the City – The Music of Charles Mingus als solist met het jazzorkest van het Lincoln Center.